# C.P. Company
C.P. Company is een Italiaans kledingmerk opgericht in het jaar 1971 door Massimo Osti. Het merk heette toen nog Chester Perry. In 1978 is de merknaam veranderd naar C.P. Company vanwege een rechtszaak die was aangespannen door Chester Barry en Fred Perry: zij maakten bezwaar tegen de combinatie van hun voor- en achternaam. In 1984 verkocht Osti zijn aandelen aan Gruppo Finanziario Tessile maar bleef tot 1994 nog wel aan als ontwerper. In 1993 is het bedrijf verkocht aan Carlo Rivetti, die het bedrijf hernoemde tot Sportswear Company. In 2010 werd het bedrijf verkocht aan FGF Industry S.P.A. In 2015 kocht Tristate Holdings Limited uit Hong Kong de intellectuele eigendomsrechten van het merk.
De kleding van C.P. Company is geïnspireerd op werkkleding en militaire uniforms. Een item waar het bedrijf om bekend staat, is de "Mille Miglia jacket" (1988), ook wel "goggle jacket" genoemd. Dit is een jas of softshell jas waarin de muts twee brillenglaasjes, de goggles, zijn verwerkt. De jas werd door de oprichter van het merk ontworpen voor de coureurs van een Italiaanse rally. Het doel was om voor de coureurs een zo praktisch mogelijke jas te ontwerpen. De ontwerper kwam op het idee om de bril, die normaal met een bandje om het hoofd werd bevestigd, te integreren in de jas. Ook is gekeken naar de zitpositie van de coureur. De jas moet bij het zitten comfortabel zijn, en daarom zijn de mouwen wat ruimer staat de jas in de rug wat "boller". De jas biedt dan minimale weerstand in een zitpositie. In 2009 heeft de softshell jas van C.P. Company een update gekregen. De pasvorm sluit nauwer aan en de brillenglaasjes zijn ronder gemaakt. Ook is de bril voorzien van een anti-reflecterende coating, waardoor het ook als zonnebril te gebruiken is.